# Związki Kombatanckie
Związki Kombatanckie (wł. Fasci Italiani di Combattimento) – włoska faszystowska organizacja polityczna założona 23 marca 1919 roku w Mediolanie przez Benito Mussoliniego, grupująca weteranów wojennych. Była kontynuacją Fasci d’Azione Rivoluzionaria, a jej działalność przypadła na jeszcze wyraźniejszy zwrot ruchu kombatanckiego w stronę prawicy. Należała do prawicowej koalicji sformowanej przez Giovanniego Giolittiego i dzięki członkostwu w niej weszła do parlamentu. W listopadzie 1921 roku Mussolini przekształcił swoją organizację kombatancką w Narodową Partię Faszystowską (wł. Partito Nazionale Fascista, PNF). Związki Kombatanckie były popierane głównie przez niższą klasę średnią i konserwatywne kręgi klasy wyższej.
Faszyści prowadzili działalność bojówkarską. Atakowano m.in. działaczy Włoskiej Partii Socjalistycznej (PSI), związkowców, dziennikarzy lewicowych pism i spółdzielnie chłopskie. Nierzadko ofiarom siłą wlewano do gardeł olej rycynowy, by dodatkowo ich upokorzyć. Przed wyborami w 1921 r. zabito sto osób i raniono dalszych kilkaset. Policja przymykała oko na działalność bojówkarską.

## Program
Ugrupowanie powstało w celu przeciwdziałaniu wpływom socjalistów i komunistów (także w sposób fizyczny). Miało charakter skrajnie prawicowy, o czym otwarcie mówił sam Mussolini, a także skrajnie nacjonalistyczny. Początkowo poglądy Związków Kombatanckich były radykalne i republikańskie, a także narodowo-socjalistyczne (pewne znaczenie w ich początkach miał narodowy syndykalizm). Ugrupowanie dążyło do likwidacji Senatu, zniesienia tytułów szlacheckich, parcelacji ziemi wielkich posiadaczy, większego opodatkowania własności prywatnej, dopuszczenia robotników do udziału w dochodach przedsiębiorstw, wprowadzenie ośmiogodzinnego dnia pracy, płacy minimalnej, zakazu pracy dla dzieci, obniżenia wieku emerytalnego z 65 do 55 lat, a także konfiskaty majątków kościelnych. Z czasem porzucono postulaty republikańskie, antykościelne i wszystkie mające zabarwienie socjalistyczne, i obrano kurs prawicowo-nacjonalistyczny. Wzrost ruchu zbiegł się w czasie z okazaniem wsparcia obszarnikom i właścicielom gospodarstw rolnych podczas niepokojów społecznych. Dzięki zmianie programu faszystom udało się też pozyskać przychylność sklepikarzy i przemysłowców. Koła przemysłowe zapewniły znaczne wsparcie finansowe Związkom Kombatanckim. W 1921 r. ruch wyraził sprzeciw wobec upaństwowienia ziemi oraz zastosowań rozwiązań kwestii agrarnej w duchu socjalistycznym lub komunistycznym, w tym wobec kolektywizacji wsi. W pierwszym przemówieniu w parlamencie Mussolini tak nakreślił swoją wizję państwa: „Państwo musi mieć policję, sądownictwo, armię i politykę zagraniczną. Cała reszta, nie wyłączając szkolnictwa średniego, powinna znowu być przedmiotem prywatnej działalności jednostek. Aby ratować państwo, należy znieść państwo kolektywistyczne”.
Jacek Bartyzel uważa Związki Kombatanckie za skrajnie lewicowe.